# Hachijojima
Hachijōjima (八丈島, Hachijō-jima) is een Japans eiland in de Grote Oceaan gelegen zo'n 300 kilometer ten zuiden van Tokio. Bestuurlijk behoort het eiland tot de gemeente Hachijo, subprefectuur Hachijo. Vanaf dit eiland vertrekken een veerboot en helikopters naar het eiland Aogashima.